# Marakei
Marakei est un atoll des Kiribati, dans l'archipel des îles Gilbert (septentrional).
Sa superficie est de 13,5 km² pour une population de 2 799 Gilbertins.